# Скандалы Джорджа Уайта 1935 года
«Скандалы Джорджа Уайта 1935 года» (англ.  George White's 1935 Scandals) — музыкальная комедия режиссера Джорджа Уайта 1935 года.

## Сюжет
Джордж Уайт, известный как танцор прошлого, а ныне успешный импресарио и театральный режиссёр, отправляется на отдых в Палм Бич. По прибытии на маленькую станцию он замечает афишу, на которой анонсируется его шоу "Скандалы Уайта"! Неожиданно оказавшись в провинциальном театре, Уайт обнаруживает весьма талантливых исполнителей и заключает с ними контракт на предстоящий театральный сезон.
Привлекая их к своему новому проекту в Нью-Йорке, Уайт создает новую версию своего шоу, которое становится очередным хитом и превращает новичков в звезд.
В центре фильма стоит Элис Фэй, известная актриса и певица, удостоенная именной звезды на Голливудской аллее славы и прославившаяся ролями в таких фильмах, как "В старом Чикаго", "Лиллиан Рассел", "Та ночь в Рио" и других.
В картине также снялся Джеймс Данн, лауреат премии "Оскар" за лучшую мужскую роль второго плана в фильме «Дерево растет в Бруклине» (1946 г.).

## Создатели фильма
- Режиссёры: Джордж Уайт, Гарри Лачман, Джеймс Тилинг.
- Авторы сценария: Джек Йеллен, Паттерсон МакНатт.
- Авторы песен: Джек Йеллен, Клифф Френд, Джозеф Мейер.
- Автор текстов: Херб Мегидсон.
- Постановка танцев: Джордж Уайт.

## В ролях
- Элис Фэй — Хани
- Джеймс Данн — Эдди
- Нед Спаркс — Элмер
- Лида Роберти — Мэни
- Клифф Эдвардс — Дуд
- Арлин Джадж — Миджи
- Элинор Пауэлл — Мэрилин
- Эмма Данн — тётя Джейн
- Тамара Шэйн — русская девушка
- Марбет Райт — Джин / одна из четверых девушек Do

В титрах не указаны:
- Джек Малхолл — продавец билетов в театр
- Кэрол Хьюз — танцовщица
- Вирджиния Кэрролл — танцовщица
- Джун Лэнг — танцовщица
- Лия Лис — француженка
- Бенни Рубин — Луи Пинкас